# Gästegottesdienst
Ein Gästegottesdienst ist ein Zielgruppen-Gottesdienst, der sich durch wesentliche Gestaltungselemente an Freunde und Verwandte der regelmäßigen Gottesdienstbesucher richtet.
Diese Art der Veranstaltung ist über viele kirchliche Gemeinschaften und Denominationen verbreitet.

## Anspruch
Durch einen Gästegottesdienst wird speziell versucht, kirchenferne Besucher anzusprechen. Das heißt, bereits bei der Planung, Ankündigung und gegebenenfalls auf Flyern wird das Thema des Gästegottesdienstes auf die Zielgruppe ausgerichtet sein. Dazu gehört auch, dass auf die Sprache Kanaans möglichst verzichtet wird. Ein Gästegottesdienst hat oft formale und inhaltliche Ähnlichkeit mit einem Familiengottesdienst. Das Thema eines Gästegottesdienstes wird häufig derart gewählt, dass es allein durch seine Formulierung bereits Neugier und Interesse weckt.

## Form
Gästegottesdienste ähneln oftmals Familiengottesdiensten, Mischungen aus Predigt-, Jugend- und Kindergottesdienst, sowie aktiven Beteiligungselementen sind häufig. Von der Liturgie wird dabei meist abgewichen, um sich auf die Zielgruppe auszurichten.
Der Gästegottesdienst findet klassischerweise an einem Sonntag als Ersatz für den Predigtgottesdienst statt. Oft ist der Beginn leicht nach hinten versetzt, was ihn „familienfreundlich“ macht.
Gästegottesdienste werden zumeist dann abgehalten, wenn die Kirchengemeinde auf eine bevorstehende besondere Aktion, z. B. einen Alpha-Kurs, eine Seminarreihe, Themenabende oder dergleichen hinweisen möchte und ein breiteres Publikum erreichen möchte.
Um eine angenehme Atmosphäre zu schaffen und in guter Erinnerung zu bleiben, wird im Anschluss an einen Gästegottesdienst manchmal noch ein Kirchencafé, ein Kirchenbistro oder ein gemeinsames Mittagessen abgehalten.